# Naip
Naip is een bestuurslaag in het regentschap Timor Tengah Selatan van de provincie Oost-Nusa Tenggara, Indonesië. Naip telt 984 inwoners (volkstelling 2010).